# Translucid
Translucid — ограниченная серия комиксов, состоящая из 6 выпусков, которую в 2014 году издавала компания Boom! Studios.

## Синопсис
Главными героями серии являются два заклятых врага: Навигатор и Лошадь.

### Выпуски
| № | Название                | Дата выхода      | Оценка на Comic Book Roundup   | Предполагаемый объём продаж (первый месяц) |
| - | ----------------------- | ---------------- | ------------------------------ | ------------------------------------------ |
| 1 | Wild Horses             | 16 апреля 2014   | 8 из 10 на основе 17 рецензий  | 9 487, позиция в Северной Америке — 192    |
| 2 | Brothers In Arms        | 21 мая 2014      | 8,3 из 10 на основе 5 рецензий | 5 507, позиция в Северной Америке — 272    |
| 3 | Translucid Happy Trails | 18 июня 2014     | 7,5 из 10 на основе 4 рецензий | 4 891, позиция в Северной Америке — 295    |
| 4 | Gone Daddy Gone         | 16 июля 2014     | 8 из 10 на основе 5 рецензий   | н/д                                        |
| 5 | Mother                  | 20 августа 2014  | 9,4 из 10 на основе 4 рецензий | н/д                                        |
| 6 | Changes                 | 17 сентября 2014 | 9,3 из 10 на основе 5 рецензий | н/д                                        |

### Сборники
| Название   | Тип            | Дата выхода    | Собранный материал | Кол-во страниц | ISBN                       | Предполагаемый объём продаж (первый месяц) |
| ---------- | -------------- | -------------- | ------------------ | -------------- | -------------------------- | ------------------------------------------ |
| Translucid | Мягкая обложка | 14 апреля 2015 | Translucid #1-6    | 160            | 978-1608864973, 1608864979 | 777, позиция в Северной Америке — 199      |

## Отзывы
На сайте Comic Book Roundup серия имеет оценку 8,4 из 10 на основе 40 рецензий. Келли Томпсон из Comic Book Resources назвала дебютный выпуск запутанным и отметила, что в нём «есть хорошие идеи, но они скрыты под странной подачей, которая мало что объясняет». Её коллега Джим Джонсон, обозревая второй номер, писал, что он «является удивительно захватывающим выпуском даже для тех, кто мог пропустить № 1». Джен Апрахамян из Comic Vine дала дебюту 5 звёзд из 5 и посчитала, что «яркие цвета и динамичные панели делают комикс визуально привлекательным». Лиза Ву из Comics Bulletin оценила третий выпуск в 4 звезды из 5 и сравнила его с комиксами от DC.